# Stadler GTW 2/6
Il GTW 2/6 è un'automotrice articolata ferroviaria leggera prodotta dalla svizzera Stadler Rail. Appartiene alla famiglia delle automotrici articolate GTW, di cui si presenta come il modello base, ed è prodotto in due versioni: quella a trazione elettrica (EMU) e quella diesel-elettrica (DeMU, impropriamente abbreviata spesso in DMU).
Il costruttore classifica i veicoli GTW sulla base del rapporto tra il numero di assi motori ed il numero totale. Il modello 2/6 si presenta quindi con due assi motori, ubicati nella sezione centrale, su un totale di sei assi.

## Storia

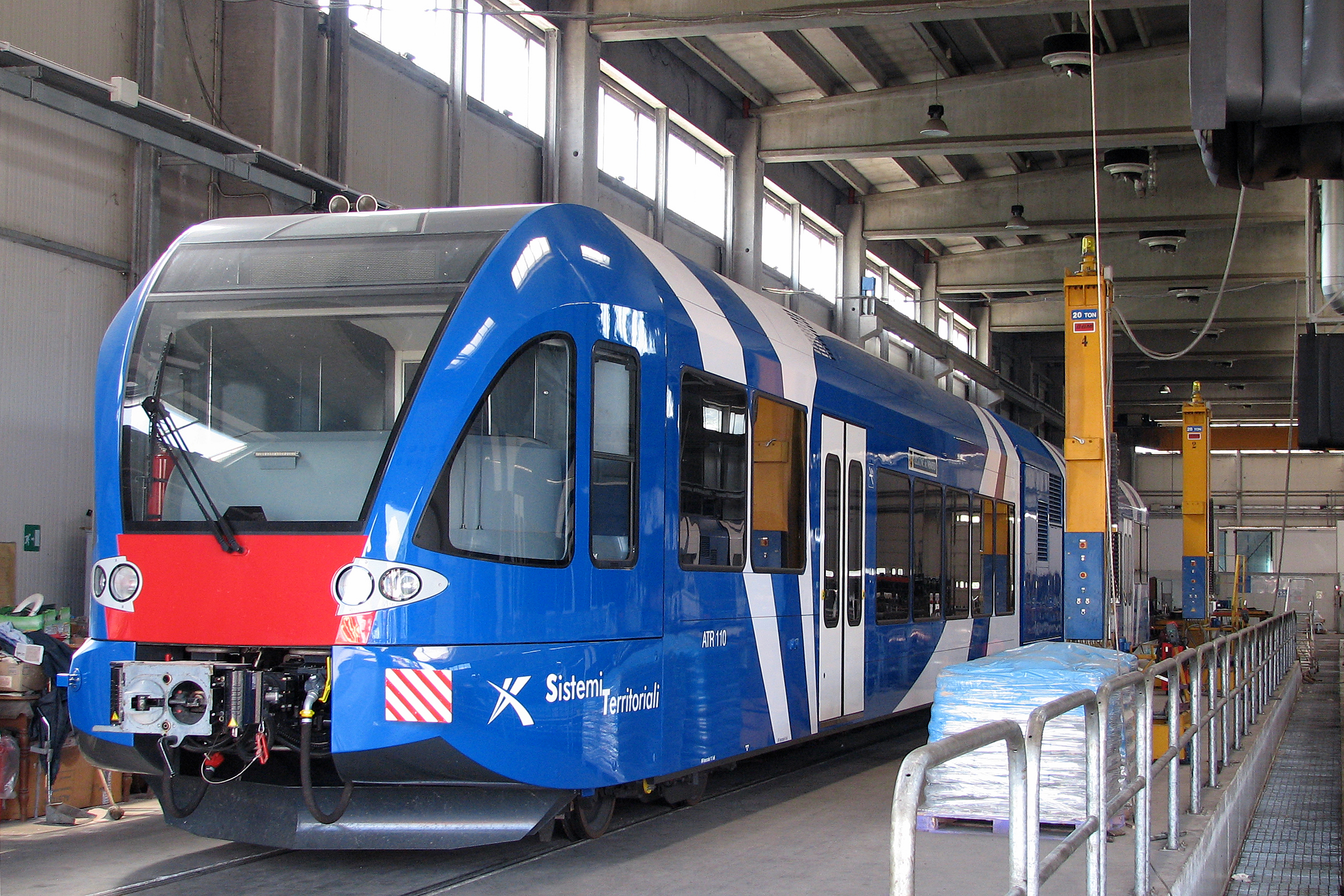
Il convoglio ST ATR 110.201 di Sistemi Territoriali nell'officina/deposito aziendale di Piove di Sacco.

Progettato agli inizi degli anni novanta, le prime versioni del modello GTW 2/6, a trazione elettrica, furono richieste nel 1994 dalla società ferroviaria svizzera BTI per le sue linee ferroviarie. I veicoli, molto più leggeri e con una capacità ridotta rispetto alle versioni prodotte successivamente, entrarono in servizio nel 1997. Le versioni successive dal punto di vista del design sono sensibilmente diverse rispetto alle prime produzioni.
Il modello è stato venduto in molti paesi europei e in America settentrionale.

### Versioni italiane
In Italia, le prime versioni di questo autotreno a trazione diesel vennero acquistate nel 2005 dalla SAD per essere impiegate sulla ferrovia della Val Venosta, a quel tempo completamente rinnovata.
Tra il 2006 e il 2007, Sistemi Territoriali ha acquistato due esemplari, sempre a trazione diesel, che sono utilizzati per il servizio viaggiatori della linea regionale tra Adria e Mestre.
Altri due esemplari sono stati acquistati dalla Società Ferrovie Udine-Cividale per il servizio sulla Udine-Cividale.
Dal giugno 2011 sono entrati in funzione altri otto convogli ATR 115 sulla Brescia-Edolo, acquistati da Ferrovienord e utilizzati da Trenord.

## Tecnica

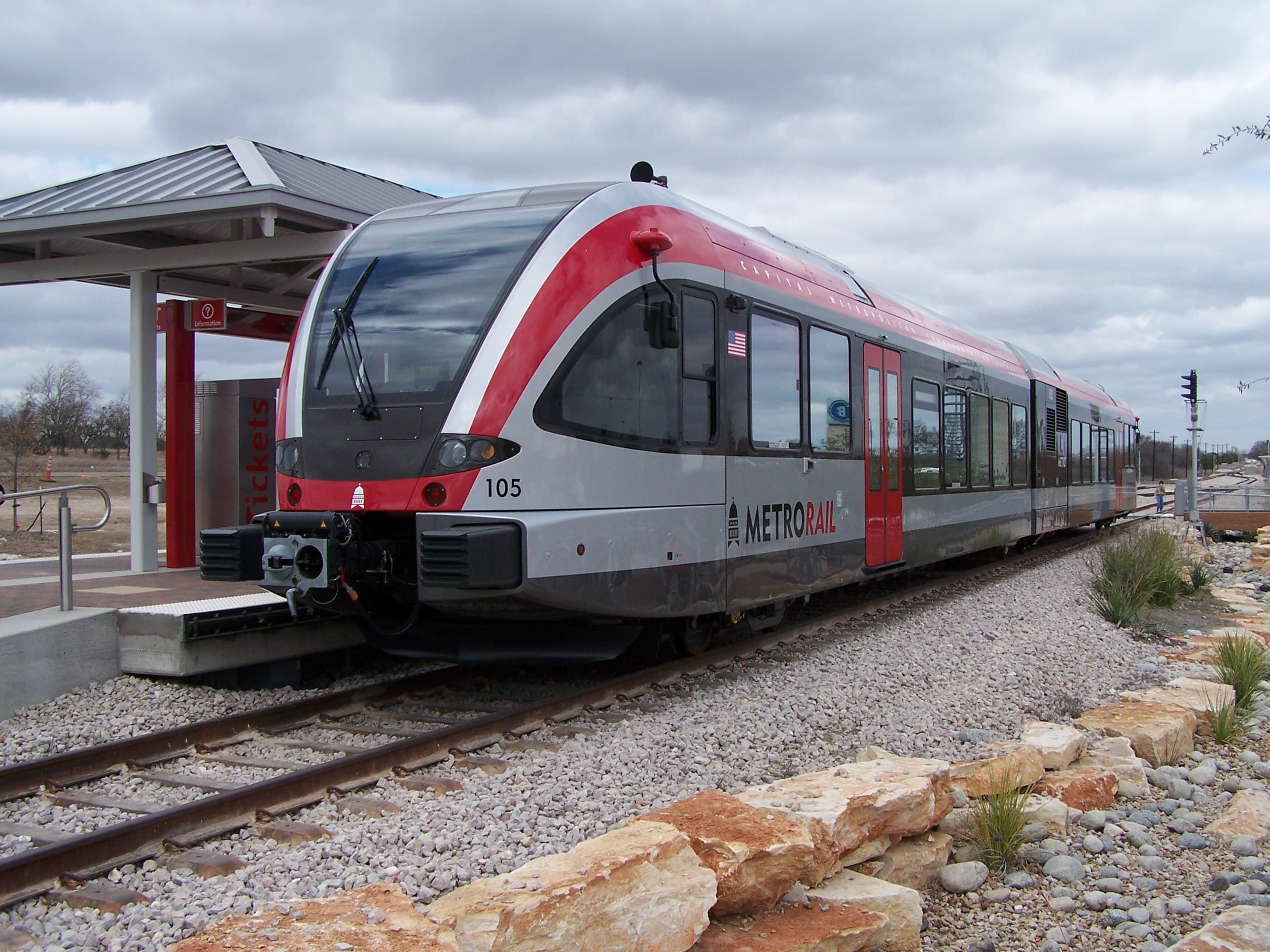
GTW negli USA

I rotabili di questa famiglia differiscono nell'aspetto, che può andare dallo squadrato all'aerodinamico, e nella propulsione, di tipo elettrico o diesel-elettrico, ma hanno in comune il modulo costruttivo particolare che vede tutto l'autotreno spinto da una o più sezioni motrici sulle quali si appoggiano, a due a due, i moduli esterni dotati di carrelli.
Il convoglio del GTW 2/6 è composto da tre moduli: due semicasse, destinate al trasporto viaggiatori, e il modulo centrale, denominato powerpack o drive container, contenente l'equipaggio motore. Quest'ultimo modulo funziona anche come appoggio per le altre due semicasse ed è munito di un corridoio al centro, largo 80 cm, che permette ai viaggiatori di transitare tra le stesse. Le due semicasse sono entrambe dotate di un carrello portante e di una cabina di guida. Il loro accesso è garantito da due porte su entrambi i lati; per favorire l'incarrozzamento dell'utenza, esse sono posizionate nella parte a piano ribassato delle semicasse la quale è posta ad un'altezza di 585 mm rispetto al piano del ferro e copre il 75% dello spazio complessivo a disposizione dei viaggiatori. La separazione funzionale tra semicasse e modulo di trazione permette di ridurre le vibrazioni del motore diesel, migliorando il comfort di viaggio.
L'equipaggiamento motore della versione diesel è ridondante. Nel modulo centrale sono infatti presenti due gruppi di trazione elettro-diesel, composti ognuno da un motore diesel Common rail MAN, un generatore elettrico asincrono, un convertitore di corrente ad IGBT e un motore elettrico, a suo volta asincrono.
Grazie al comando multiplo è possibile accoppiare i convogli tra loro fino ad un massimo di tre unità.

### Classificazione
In Italia, il Cesifer ha classificato il modello diesel come autotreno, conferendo a tutti gli esemplari la sigla ATR. In particolare, sono classificati:
- ATR 100 i treni di SAD;
- ATR 110 e 116 i treni di Sistemi Territoriali[9][10];
- ATR 115 i treni di Trenord[6].

In Germania, i GTW sono classificati dalla DB nella serie 646, mentre in Svizzera dalle FFS come RABe 526.